# Sergueï Tarassov (réalisateur)
Pour les articles homonymes, voir Tarassov.
Sergueï Tarassov, né le 11 décembre 1933 à Novossibirsk (Oblast de Novossibirsk en Sibérie), est un réalisateur et scénariste soviétique puis russe.

## Biographie
Après l'école, il entre à l'Académie des ingénieurs de l'Armée de l'air Joukovski, où il étudie pendant plusieurs années, puis à la faculté d'économie de l'Institut national de la cinématographie (VGIK). Depuis 1958, il est secrétaire exécutif de la section cinéma de l'Union internationale des étudiants, jusqu'en 1960, inspecteur principal du ministère de la culture de l'URSS, directeur adjoint du studio Diafilm, jusqu'en 1963, chef adjoint du département des projections de films de la télévision centrale, depuis 1963, membre du comité de rédaction des scénarios du comité de la cinématographie du Conseil des ministres de l'URSS, rédacteur en chef du TO « Yunost » (studio Mosfilm). Il entre ensuite au département de correspondance de la faculté de scénarisation (atelier d'Alexeï Gabrilovitch) et obtient son diplôme en 1964. Il fait ses débuts en 1963 avec le court métrage Oupriamaïa devtchonka (Упрямая девчонка). Il écrit ensuite le scénario du film La Verticale de Stanislav Govoroukhine, sur le tournage duquel il rencontre Vladimir Vyssotski, et rédige les scénarios de plusieurs autres films.
En 1969, il réalise son premier film, un court métrage de 18 minutes intitulé Belye diouny (Белые дюны) au Riga Film Studio. Depuis 1971, il est directeur de production au studio Mosfilm. Son premier long métrage — Peters (ru) — est tourné en 1972. En tant que réalisateur, Sergueï Tarassov est devenu célèbre pour ses adaptations cinématographiques de romans de chevalerie de Robert Louis Stevenson et de Walter Scott, ainsi que pour le film Les Flèches de Robin des Bois, adapté de la légende de Robin des Bois.
Tarassov nourrissait depuis longtemps l'idée d'adapter à l'écran des ballades sur Robin des Bois, mais c'est une conversation avec Vladimir Vyssotski et Boris Khmelnitski à l'hôtel « Riga », au cours de laquelle le réalisateur leur a fait part de son idée, qui a donné le coup d'envoi du tournage. Mais lorsqu'ils ont commencé à tourner Les Flèches de Robin des Bois, Vyssotski a dû renoncer au projet pour pouvoir faire un voyage en France. Tarassov lui demande d'écrire des ballades pour le film sur des thèmes universels - l'amour, la haine, le temps. Mais au moment de soumettre le film terminé à la direction du Goskino, celle-ci exige que le réalisateur supprime du film les six ballades de Vladimir Vyssotski. Raimond Pauls a rapidement écrit une autre musique pour le film.
À la mort de Vyssotski, Sergueï Tarassov est autorisé à utiliser les mêmes ballades dans un autre film. C'est ainsi qu'est né le film suivant du réalisateur, La Ballade du vaillant chevalier Ivanhoé (ru) (1982). Ce n'est qu'au début des années 1990 que les ballades de Vyssotski ont été réintégrées au film Les Flèches de Robin des Bois.

## Filmographie

### Réalisateur
- 1972 - Peters (ru) (Петерс)
- 1975 - Les Flèches de Robin des Bois (Стрелы Робин Гуда)
- 1982 - La Ballade du vaillant chevalier Ivanhoé (ru) (Баллада о доблестном рыцаре Айвенго)
- 1985 - La Flèche noire (ru) (Черная стрела)
- 1986 - Interception (ru) (Перехват)
- 1998 - Prince Youri Dolgorouki (ru) (Князь Юрий Долгорукий)
- 2003 - Feu d'artifice (Фейерверк)
- 2007 - Nostalgie du futur (Ностальгия по будущему)

### Scénariste
- 1967 - La Verticale (Вертикаль) de Boris Dourov et Stanislav Govoroukhine
- 1968 - Le Jour de l'ange (ru) (День ангела) de Stanislav Govoroukhine
- 2007 - Potapov, au tableau ! (Потапов, к доске!) de Aleksandr Orlov